# Questenkreuz

Questenkreuz

Wappen des Bistums Würzburg

Als Questenkreuz oder Queste wird in der Heraldik eine Wappenfigur bezeichnet, die aus einem gemeinen Kreuz besteht, bei dem ein Ring um die Kreuzmitte liegt. Der Ring hat die gleiche Tingierung wie das Kreuz. Die Ringbreite sollte der Kreuzarmstärke angepasst sein. 
Diese Wappenfigur kann ein Heroldsbild oder eine gemeine Figur im Wappen sein. 
Es wird unterschieden vom Keltenkreuz , einem lateinischen Kreuz mit einem Ring.
Die Bedeutung des Kreuzes ist nicht sicher. Wahrscheinlich kommt es aus der keltischen Symbolik, dort wird es als "keltisches Sonnenrad" bezeichnet und ist ein Zeichen der Gerichtsbarkeit.